# Radar meteorológico

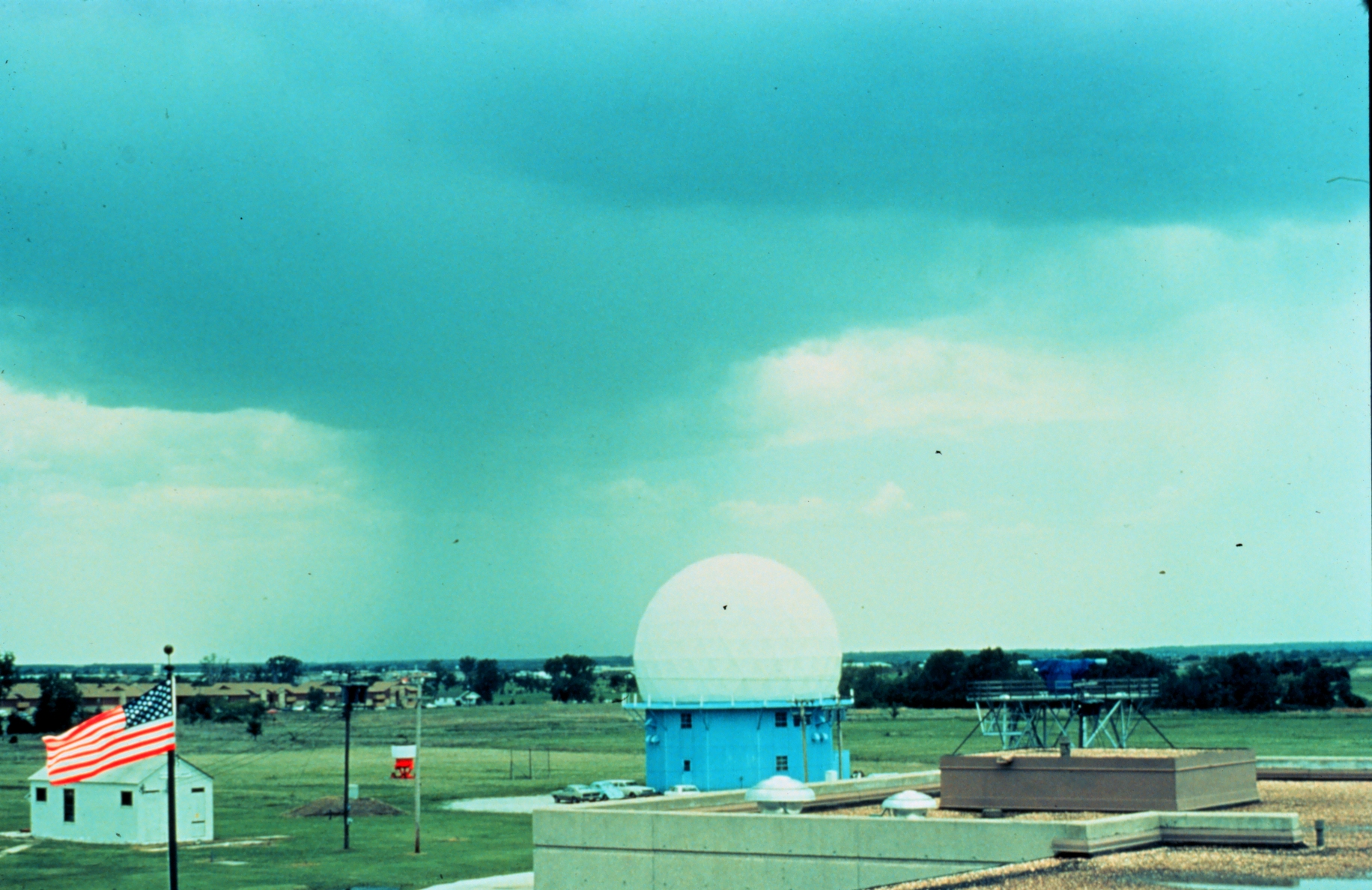
Radar meteorológico em Norman, Oklahoma, com um "poça de chuva" (Fonte: NOAA).

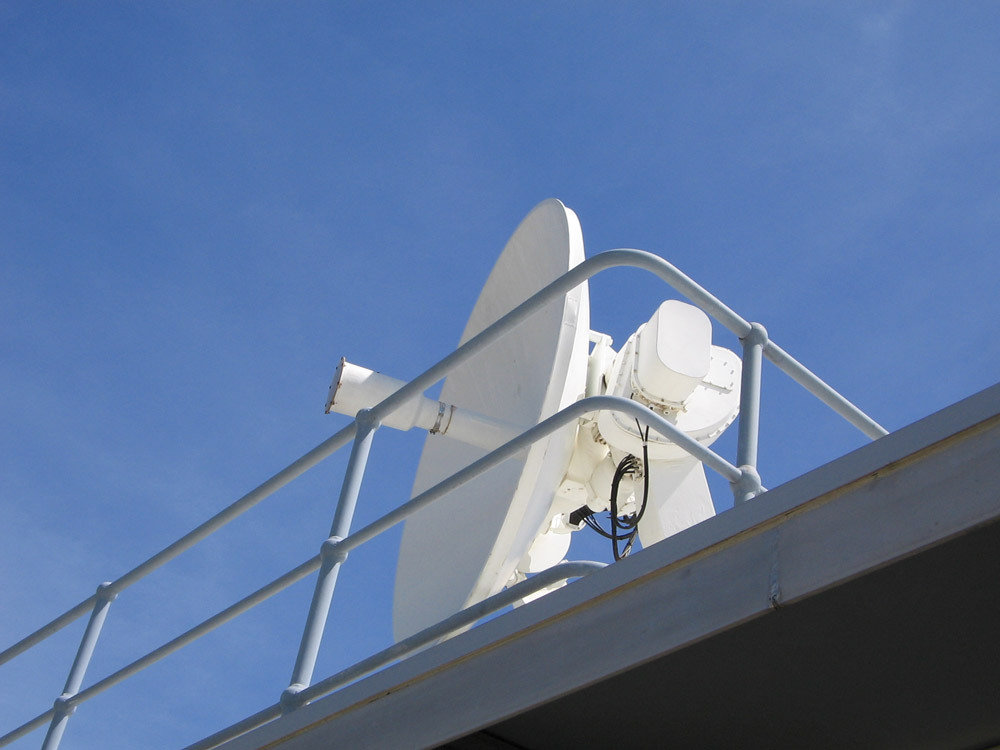
Prato do radar meteorológico (WF44).

Radar meteorológico, também chamado radar de vigilância do tempo (RVT) e radar meteorológico Doppler, é um tipo de radar usado para localizar precipitação, calcular seu deslocamento, estimar seu tipo (chuva, neve, granizo, etc.) e intensidade. Modernos radares meteorológicos são principalmente radares pulso-Doppler com polarização simples ou duplas, capazes de detectar o movimento radial de um conjunto de hidrometeoros (principalmente, gotas de chuva, cristais de gelo e granizo) e ainda estimar a intensidade da precipitação associada à queda dos hidrometeoros. As variáveis obtidas podem ser analisadas para determinar a estrutura interna das nuvens de chuva (por exemplo, tempestades), e as correntes de vento ascendentes, descendentes, convergentes e rotacionais associadas. Desta análise pode-se determinar seu potencial para causar tempo severo.
Durante a II Guerra Mundial, operadores de radar descobriram que as condições meteorológicas (principalmente chuvas, neve, etc.) causavam ecos que mascaravam a visualização de potenciais alvos inimigos. Técnicas foram desenvolvidas para filtrá-las, a medida que os cientistas estudaram as causas dessa interferência. Logo depois da guerra, o excedente de radares dos EUA foram doados ao serviço meteorológico e usados para detectar precipitação. Desde então, radares meteorológicos têm evoluído por conta própria e são agora usados pelos serviços meteorológicos nacionais de muitos países, departamentos de pesquisa em universidades, mesmo por emissoras de televisão em seus informes meteorológicos (que são picos de audiência). Imagens brutas são rotineiramente plotadas para visualização por software especializados. Dados brutos e filtrados podem ser empregados para fazer previsões de curtíssimo prazo (nowcasting), quando a informação do deslocamento de tempestades severas, a intensidade de chuva, neve, granizo e a intensidade do vento associados é muito importante para a gestão do risco e emissão de avisos e alertas de emergência, por exemplo, no caso de ventanias por micro-explosões (microbursts e downbursts), tornados, furacões, etc. Os dados tridimensionais produzidos por radar podem ser assimilados para composição de campos precisos em modelos numéricos de previsão de tempo, aprimorando muito as análises e as previsões.

## História

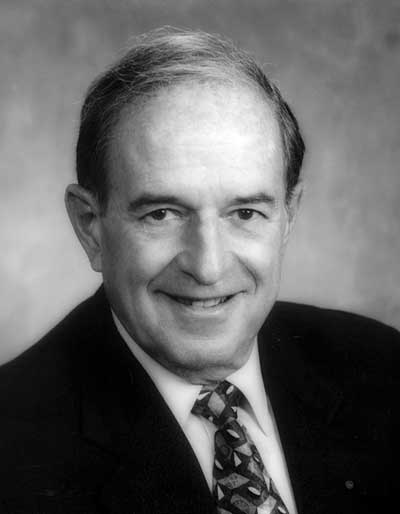
David Atlas.

Durante a Segunda Guerra Mundial, militares operadores de radar notaram ruídos em resposta a ecos provocado pela chuva, neve e granizo. Após a guerra, os cientistas militares retornaram à vida civil ou continuaram nas forças armadas e seguiram com seu trabalho desenvolvendo um uso para esses ecos. Nos Estados Unidos, David Atlas, inicialmente trabalhando para a força aérea e depois para o MIT, desenvolveu os primeiros radares meteorológicos operacionais. No Canadá, J.S. Marshall e R.H. Douglas formaram o "Stormy Weather Group" em Montreal. Marshall e seu aluno de doutorado Walter Palmer são bem conhecidos por seus trabalhos na distribuição do tamanho de gotas de chuva em latitudes médias que levou à compreensão da relação Z-R, que correlaciona uma determinada refletividade do radar com a taxa a qual a água da chuva está caindo. No Reino Unido, os estudos sobre os padrões de eco do radar e elementos do tempo como a chuva estratiforme e as nuvens convectivas continuaram, e experiências foram feitas para avaliar o potencial de diferentes comprimentos de onda de 1 a 10 centímetros. Em 1950, a empresa britânica EKCO estava demonstrando seu equipamento de radar para busca de nuvens e prevenção de colisão aéreo.

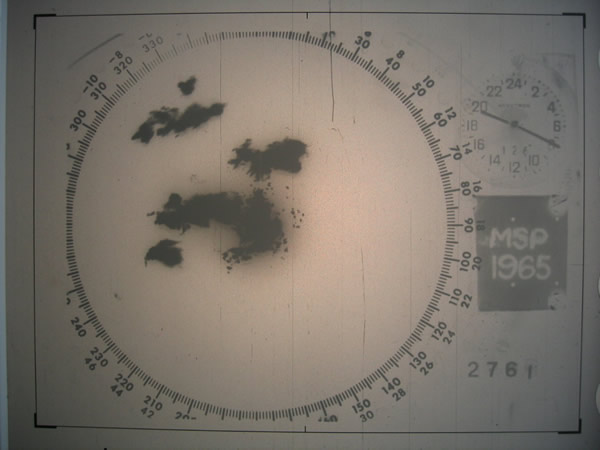
A tecnologia de radares dos anos 60 detectava tornados produzidos por supercélulas sobre a área metropolitana de Minneapolis-Saint Paul.

Em 1953, Donald Staggs, um engenheiro elétrico trabalhando para o Illinois State Water Survey, fez o primeiro registro de observação no radar de um “eco em forma de gancho” associado a uma tempestade de tornado.
Entre 1950 e 1980, os radares de reflexão, que medem a posição e a intensidade da precipitação, foram incorporados pelos serviços meteorológicos em todo o mundo. Os primeiros meteorologistas tiveram que observar por um tubo de raios catódicos. Durante a década de 1970, os radares começaram a ser padronizados e organizados em redes. Os primeiros dispositivos para capturar imagens de radar foram desenvolvidos. O número de ângulos escaneados foi aumentado para obter uma visão tridimensional da precipitação, de modo que as secções transversais horizontais (CAPPI) e as secções transversais verticais pudessem ser realizadas. Estudos da Organization of thunderstorms foram então possíveis pelo Alberta Hail Project no Canadá e o National Severity Storms Laboratory (NSSL) nos EUA em particular.
O NSSL, criado em 1964, iniciou experimentos em sinais de polarização dupla e em usos do Efeito Doppler. Em maio de 1973, um tornado devastou Union City, Oklahoma, a oeste de Oklahoma City. Pela primeira vez, um radar Dopplerizado de 10 cm de comprimento de onda da NSSL documentou todo o ciclo de vida do tornado. Os pesquisadores descobriram uma rotação de mesoescala no alto da nuvem do tornado tocar no chão – a assinatura de vórtex de tornado. A pesquisa da NSSL ajudou a convencer o National Weather Service de que o radar Doppler era uma ferramenta de previsão crucial. O super surto de tornados em 3-4 de abril de 1974 e suas devastadoras destruições poderia ter ajudado a obter financiamento para desenvolvimentos futuros.
Entre 1980 e 2000, as redes de radar meteorológico tornaram-se comuns na América do Norte, Europa, Japão e outros países desenvolvidos. Radares convencionais foram substituídos por radares Doppler, que além de posição e intensidade podia rastrear a velocidade relativa das partículas no ar. Nos Estados Unidos, a construção de uma rede composta por radares de 10 cm, chamado NEXRAD ou WSR-88D (Weather Surveillance Radar 1988 Doppler), foi iniciado em 1988, seguido pela pesquisa da NSSL. No Canadá, o Environment Canada construiu a estação King City, com um radar Doppler de pesquisa de 5 cm, em 1985; McGill University doplerizou seu radar em 1993. Isto conduziu a uma rede Doppler canadense completa entre 1998 e 2004. A França e outros países europeus mudaram para as redes Doppler no início dos anos 2000. Enquanto isso, os rápidos avanços na tecnologia de computadores levou a algoritmos para detectar sinais de tempo severo, e muitas aplicações para meios de comunicação e pesquisadores.
Depois de 2000, pesquisa sobre a tecnologia de polarização dupla entrou em uso operacional, aumentando a quantidade de informações disponíveis sobre o tipo de precipitação (por exemplo, chuva vs neve). "Polarização dupla" significa que a radiação de micro-ondas, que é polarizada tanto horizontalmente como verticalmente (em relação ao solo) é emitida. A implementação em larga escala foi feita no final da década ou no início da próxima em alguns países, como Estados Unidos, França e Canadá. Em abril de 2013, todos os NEXRADs do National Weather Service foram completamente dual-polarizado.
Desde 2003, a NOAA, National Oceanic and Atmospheric Administration dos Estados Unidos vem experimentando radares faseados como um substituto da antena parabólica convencional para fornecer mais resolução de tempo em sondagem atmosférico. Isso pode ser significativo com tempestades severas, enquanto sua evolução pode ser melhor avaliada com dados mais convenientes.
Ainda em 2003, a National Science Foundation estabeleceu o Engineering Research Center for Collaborative Adaptive Sensing of the Atmosphere (CASA), uma colaboração multidisciplinar e multi-universitária de engenheiros, cientistas da computação, meteorologistas e sociólogos para conduzir pesquisas fundamentais, desenvolver tecnologia habilitadora e implantar sistemas de engenharia de protótipos projetados para aumentar os sistemas de radar existentes, amostrando a geralmente subamostrada troposfera inferior com radares faseados e mecanicamente escaneados, de varredura rápida e barata e duplamente polarizados.

## Funcionamento

### Enviando pulsos de radar

Um feixe de radar se espalha quando se afasta do radar cobrindo um volume cada vez maior.

Os radares meteorológicos enviam impulsos direcionais de radiação de micro-ondas, na ordem de tempo de um microssegundo, usando um magnétron ou um tubo de Klystron conectados por uma guia de ondas a uma antena parabólica. Os comprimentos de onda de 1 cm a 10 cm são aproximadamente dez vezes o diâmetro das gotículas ou partículas de gelo de interesse, porque o espalhamento Rayleigh ocorre nestas frequências. Isso significa que parte da energia de cada pulso vai rebater essas pequenas partículas e voltar na direção do radar.
Comprimentos de onda mais curtos são úteis para partículas menores, mas o sinal é mais rapidamente atenuado. Assim, é preferido um radar de 10 cm (banda S), mas é mais caro do que um sistema de banda C de 5 cm. O radar de 3 cm de banda X é usado apenas para unidades de curto alcance e o radar meteorológico de 1 cm de banda Ka é usado apenas para pesquisas sobre fenômenos de pequenas partículas, como chuviscos e nevoeiro. Os sistemas de radar meteorológico de banda W têm tido o uso limitado, mas devido à atenuação mais rápida, a maioria dos dados não estão operacionais.
Os pulsos de radar se espalham quando se afastam do radar. Assim, o volume de ar que um pulso de radar está atravessando é maior para áreas mais distantes da estação, e menor para áreas próximas, diminuindo a resolução em distâncias longas. No final de uma sondagem de 150 a 200 km, o volume de ar varrido por um único pulso pode ser da ordem de um quilômetro cúbico. Isso é chamado de volume de pulso.
O volume de ar que um determinado pulso ocupa em qualquer ponto no tempo pode ser aproximado pela fórmula {\displaystyle \nu =hr^{2}\theta }. Onde v é o volume abraçado pelo pulso, h é a largura de pulso (em metros, calculada a partir da duração em segundos do pulso vezes a velocidade da luz), r é a distância desde o radar que o pulso já percorreu em metros, por exemplo, e {\displaystyle \theta } é a largura do feixe (em radianos). Esta fórmula assume que o feixe é simetricamente circular, "r" é muito maior do que "h" então "r" tomada no início ou no final do pulso é quase a mesma, e a forma do volume é um cone de profundidade "h".

### Sinais de retorno
Entre cada pulso, o radar serve como um receptor enquanto escuta sinais do retorno das partículas no ar. A duração do ciclo "retorno" é da ordem de um milissegundo, que é mil vezes maior do que a duração do pulso. O comprimento desta fase é determinado pela necessidade da radiação de micro-ondas (que se desloca à velocidade da luz) de se propagar do detector para o alvo meteorológico e vice-versa, uma distância que pode ser de várias centenas de quilômetros. A distância horizontal do radar para a meta é calculada simplesmente a partir da quantidade de tempo decorrido desde a iniciação do impulso até à detecção do sinal de retorno. O tempo é convertido em distância multiplicando pela velocidade da luz no ar:
Distância = {\displaystyle c{\Delta t \over 2n}}
Onde c = 299 792 458 m/s é a velocidade da luz, e n ≈ 1,0003 é o índice de refração do ar.
Se os impulsos forem emitidos com demasiada frequência, os retornos de um pulso serão confundidos com os retornos de pulsos anteriores, resultando em cálculos de distância incorretos.

### Determinando a altura

O percurso do feixe de radar com a altura.

Sendo a Terra redonda, o feixe de radar no vácuo aumentaria de acordo com a curvatura inversa da Terra. No entanto, a atmosfera tem um índice de refração que diminui com a altura, devido à sua densidade decrescente. Isso dobra o feixe de radar ligeiramente em direção ao solo e com uma atmosfera padrão isto é equivalente a considerar que a curvatura do feixe é 4/3 a curvatura real da Terra. Dependendo do ângulo de elevação da antena e outras considerações, a seguinte fórmula pode ser usada para calcular a altura do alvo acima do solo: 
{\displaystyle H={\sqrt {r^{2}+(k_{e}a_{e})^{2}+2rk_{e}a_{e}\sin(\theta _{e})}}-k_{e}a_{e}+h_{a},}
Onde:
- r = distância radar-alvo,
- ke = 4/3,
- ae = raio da Terra,
- θe = ângulo de elevação acima do horizonte do radar,

- ha = altura da antena.

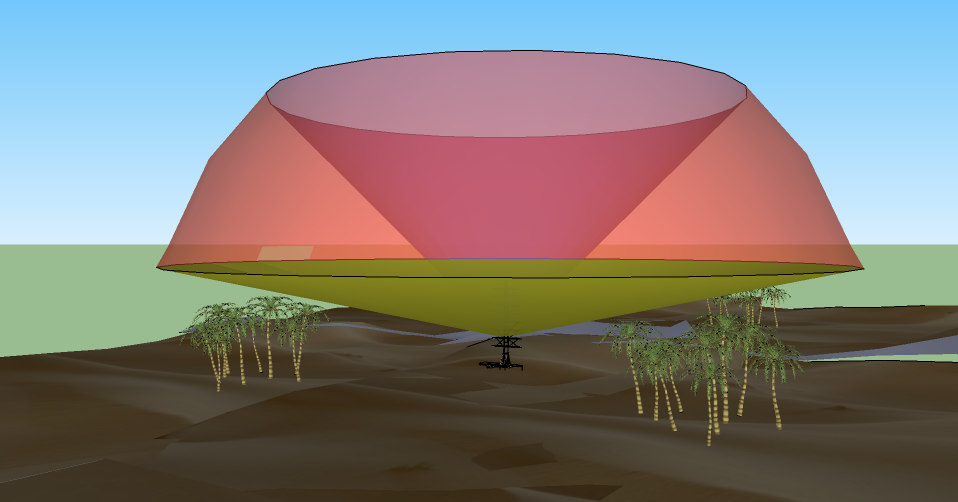
Volume escaneado usando múltiplos ângulos de elevação.

Uma rede de radares meteorológicos utiliza uma série de ângulos típicos que serão definidos de acordo com as necessidades. Após cada rotação de varredura, a elevação da antena é alterada para a próxima varredura. Este cenário será repetido em muitos ângulos para analisar todo o volume de ar em torno do radar dentro da faixa máxima. Normalmente, esta estratégia de varredura é concluída dentro de 5 a 10 minutos para ter dados dentro de 15 km acima do solo e 250 km de distância do radar. Por exemplo, no Canadá, os radares meteorológicos de 5 cm usam ângulos que variam de 0,3 a 25 graus. A imagem acima mostra o volume digitalizado quando são utilizados vários ângulos.
Devido à curvatura da Terra e mudança de índice de refração com altura, o radar não pode "ver" abaixo da altura acima do solo do ângulo mínimo (mostrado em verde) ou mais próximo do radar do que o máximo (mostrado como um cone vermelho no centro).

### Calibração da intensidade de retorno
Como os alvos não são únicos em cada volume, a equação do radar precisa ser desenvolvida além da básica. Assumindo um radar monoestático onde Gt = Ar (ou GR) = G:
{\displaystyle Pr=Pt{G^{2}\lambda ^{2}\sigma  \over (4\pi )^{3}R^{4}}\propto {\sigma  \over R^{4}}}
Onde Pr é a potência recebida, Pt é a transmitida, G é o ganho da antena transmissora/receptora, λ é o comprimento de onda do radar, σ é a seção transversal do alvo e R é a distância do transmissor ao alvo. Neste caso, temos que adicionar as seções transversais de todos os alvos:
{\displaystyle \sigma ={\bar {\sigma }}=V\sum \sigma j=V\eta }
{\displaystyle V={\begin{cases}volume\ escaneado\\comprimento\ do\ pulso\ x\ largura\ do\ feixe\\{c\tau  \over 2}{\pi R^{2}\theta ^{2} \over 4}\end{cases}}}
Onde c é a velocidade da luz, τ é a duração temporal de um pulso e θ é a largura do feixe em radianos. Ao combinar as duas equações:
{\displaystyle Pr=Pt{G^{2}\lambda ^{2} \over (4\pi )^{3}R^{4}}{c\tau  \over 2}{\pi R^{2}\theta ^{2} \over 4}\eta =Pt\tau G^{2}\lambda ^{2}\theta ^{2}{c \over 512\pi ^{2}}{\eta  \over R^{2}}}
O que leva a:
{\displaystyle Pr\propto {\eta  \over R^{2}}}
Observe que o retorno varia inversamente a {\displaystyle R^{2}}ao invés de {\displaystyle R^{4}}. Para comparar os dados provenientes de distâncias diferentes do radar, é preciso normalizá-los com essa razão.

## Tipos de Dados

### Refletividade (em decibel ou dBZ)
Os ecos de retorno dos alvos ("refletividade") são analisados quanto às suas intensidades para estabelecer a taxa de precipitação no volume escaneado. Os comprimentos de onda utilizados (1-10 cm) garantem que este retorno é proporcional à taxa porque estão dentro da fundamentação  espalhamento Rayleigh que afirma que os alvos devem ser muito menores do que o comprimento de onda da onda de varredura (por um fator de 10).
A refletividade percebida pelo radar (Ze) varia pela sexta potência do diâmetro das gotas de chuva (D), o quadrado da constante dielétrica (K) dos alvos e a distribuição do tamanho de gota (i.e. N[D] de Marshall-Palmer) das gotas. Isso dá uma Função gama, na forma:
{\displaystyle Z_{e}=\int _{0}^{Dmax}|K|^{2}N_{0}e^{-\Lambda D}D^{6}dD}
A taxa de precipitação (R), por outro lado, é igual ao número de partículas, o volume delas e sua taxa de queda (v[D]) como:
{\displaystyle R=\int _{0}^{Dmax}N_{0}e^{-\Lambda D}{\pi D^{3} \over 6}v(D)dD}
Então, Ze e R têm funções similares que podem ser resolvidas através da relação entre as duas, na forma:
Z = aRb 
Onde a e b dependem do tipo de precipitação (neve, chuva, convectiva ou estratiforme), que apresentam diferentes {\displaystyle \Lambda }, K, N0 e v.
- Quando a antena escaneia a atmosfera, em todo ângulo azimutal é obtida uma força diferente no retorno para cada alvo encontrado. É feita então uma média da refletividade para que aquele alvo tenha um conjunto melhor de dados.
- Como a variação no diâmetro e na constante dielétrica dos alvos pode levar a uma alta variabilidade na potência de retorno ao radar, a refletividades é expressa em dBZ (10 vezes o logaritmo da taxa do eco para uma gota padrão de 1 mm de diâmetro preenchendo o mesmo volume escaneado).

#### Como ler a refletividade em uma imagem de radar
O retorno do radar costuma ser descrito por cor ou nível. As cores em uma imagem de radar normalmente variam de azul ou verde, para o retorno fraco, ao vermelho ou magenta para o retorno muito forte. Os números em um relatório verbal, aumentam com a severidade do retorno. Por exemplo, o U.S. National Doppler Radar usa a seguinte escala para os diferentes níveis de refletividade:
- Magenta: 65 dBZ (precipitação extremamente forte, possível granizo)
- Vermelho: 52 dBZ
- Amarelo: 36 dBZ
- Verde: 20 dBZ (precipitação leve)

Retornos fortes (vermelho ou magenta) pode indicar, não apenas chuva forte, como também tempestades de raio, granizo, ventos fortes ou tornados. Mas eles precisam ser interpretados de forma cautelosa, pelos seguintes motivos:

##### Convenções da Aviação
Para descrever os retornos de radar, pilotos e controladores de tráfico aéreo se referem tipicamente a três níveis de retorno:
- Nível 1 corresponde ao retorno verde do radar, indicando normalmente precipitação leve e pouca ou nenhuma turbulência, levando a uma possibilidade de visibilidade reduzida.
- Nível 2 corresponde ao retorno amarelo do radar, indicando precipitação moderada, levando à possibilidade de visibilidade muito baixa, turbulência moderada e a um desconforto para os passageiros da aeronave.
- Nível 3 corresponde ao retorno vermelho do radar, indicando precipitação forte, levando à possibilidade de tempestade de raios, turbulência severa e a danos estruturais na aeronave.

Aeronaves evitam retornos nível 2 quando possível e sempre evitam nível 3, a não ser que sejam aeronaves de pesquisa especialmente planejadas para enfrentar tal condição.

##### Tipos de Precipitação
Algumas imagens disponibilizadas por sites comerciais, mostram tipos de precipitação durante os meses de inverno: chuva, neve, precipitação mista (chuva e neve misturados e Chuva congelada). Isso não é uma análise de dados de radar brutos, mas um pós processamento feito com outras fontes de dados. O primário sendo relatórios de superfície (Metar).
Sobre a área coberta por ecos de radar, um programa atribui um tipo de precipitação de acordo com a temperatura de superfície e  Ponto de orvalho reportado em uma Estação meteorológica subjacente. Tipos de precipitação reportados por uma estação meteorológica convencional (operada por humanos) e algumas estações automáticas têm peso maior. Então, o programa faz interpolações para produzir uma imagem com zonas definidas. Isso inclui erros de Interpolação devido aos cálculos. Variações em mesoescala das zonas de precipitação também serão perdidas. Programas mais sofisticados usam saídas de modelos de Previsão numérica do tempo, como o NAM (North American Mesoscale Model) e o WRF (Weather Research and Forecasting model), para aos tipos de precipitação e aplicar isso como um chute inicial para os ecos de radar, e então usar dados de superfície para a saída final.
Até que dados de dupla polarização (seção Polarização a seguir) estejam amplamente disponíveis, qualquer tipo de precipitação em imagens de radar será uma informação indireta e deve ser usada com precaução.

### Velocidade

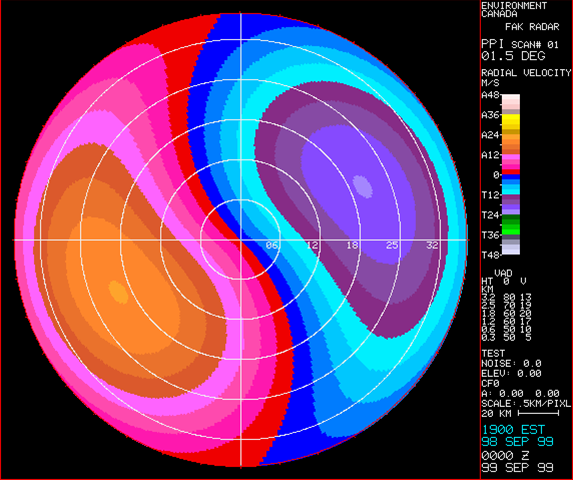
Modelo idealizado de uma saída Doppler. Velocidades de aproximação estão em azul e velocidades de retrocesso em vermelho. Perceba a variação da velocidade ao percorrer a imagem em um intervalo específico.

Precipitação é encontrada no interior e abaixo de nuvens. Precipitação leve como gotas e flocos, está sujeita a correntes de ar, e um radar consegue captar no seu escaneamento, a componente horizontal desse movimento, possibilitando então estimar a velocidade e direção do vento onde a precipitação está ocorrendo.
O movimento de um alvo relativo a uma estação de radar, causa mudança na frequência refletida do pulso de radar, devido ao  Efeito Doppler. Com velocidades de menos de 70 metros/segundo para ecos de tempo e comprimentos de onda do radar de 10 cm, isso acumula uma mudança de somente 0.1 ppm. Essa diferença é muito pequena para ser percebida por instrumentos eletrônicos. No entanto, à medida que os alvos movem-se pouco entre cada pulso, a onda que retorna tem uma diferença notável de fase ou phase shift de pulso para pulso.

#### Par de Pulsos
O Radar Meteorológico Doppler usa uma diferença de fase (diferença de par de pulso) para calcular o movimento da precipitação. A intensidade do pulso retornando sucessivamente do mesmo volume escaneado, onde os alvos se moveram levemente, é descrita por:
{\displaystyle I=I_{0}\sin \left({\frac {4\pi (x_{0}+v\Delta t)}{\lambda }}\right)=I_{0}\sin \left(\Theta _{0}+\Delta \Theta \right)\quad {\begin{cases}x={\text{distância do radar ao alvo}}\\\lambda ={\text{comprimento de onda do radar}}\\\Delta t={\text{tempo entre dois pulsos}}\end{cases}}}
Então {\displaystyle \Delta \Theta ={\frac {4\pi v\Delta t}{\lambda }}},
v = velocidade do alvo = {\displaystyle {\frac {\lambda \Delta \Theta }{4\pi \Delta t}}}.
Essa velocidade é chamada Velocidade radial Doppler, porque ela fornece somente a variação da distância radial versus tempo entre o radar e o alvo. A velocidade real e a direção do movimento precisam ser extraídas através do processo descrito a seguir.

#### O Dilema Doppler

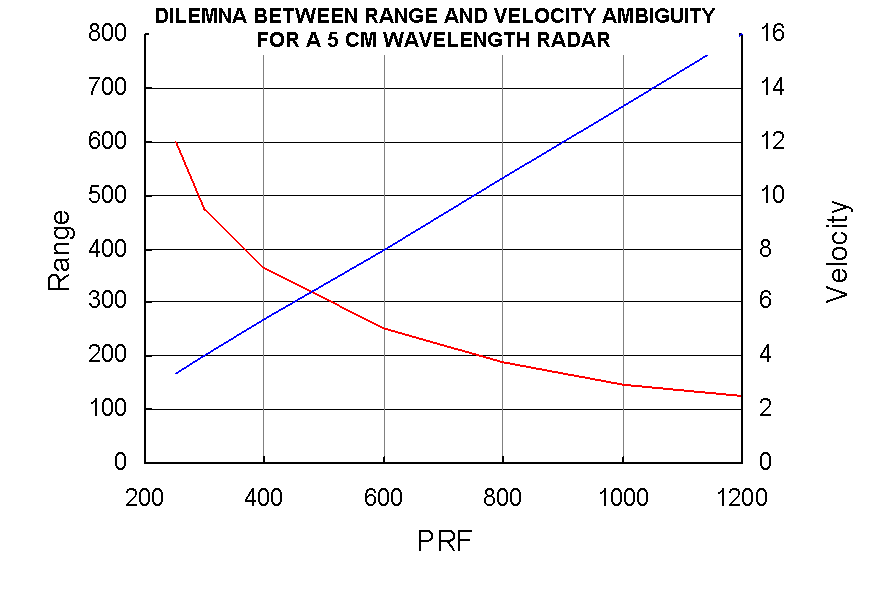
Alcance máximo de refletividade (vermelho) e alcance de velocidade Doppler desambígua (azul) com Frequência de repetição de pulso.

A fase entre os pares de pulso pode variar de -{\displaystyle \pi } and +{\displaystyle \pi }, assim o alcance de velocidades Doppler desambígua é 
Vmax = {\displaystyle \pm }{\displaystyle {\frac {\lambda }{4\Delta t}}}
Isso é chamado a velocidade Nyquist. Essa é inversamente dependente do tempo entre pulsos sucessivos: quanto menor o intervalo, maior é o alcance de velocidade desambígua. No entanto, sabe-se que o alcance máximo de refletividade é diretamente proporcional a {\displaystyle \Delta t}:
x = {\displaystyle {\frac {c\Delta t}{2}}}
A escolha se torna aumentar o alcance da refletividades às custas do alcance da velocidade, ou aumentar o alcance da velocidade às custas do alcance da refletividade. Em geral, o intervalo de alcance útil é 100–150 km para a refletividade. Isso significa, para um comprimento de onda de 5 cm (como mostrado no diagrama), um intervalo de velocidade desambígua de 12,5 a 18,75 metros/segundo é produzido (para 150 km e 100 km, respectivamente). Para um radar 10 cm como o NEXRAD, o alcance da velocidade desambígua seria dobrado.
Algumas técnicas usando usando Frequência de Repetição de Pulso (FRP) alternada permitem um alcance Doppler maior. As velocidades notadas com a primeira taxa de pulso poderia ser igual ou diferente da notada com o segundo. Por exemplo, se a velocidade máxima com uma certa taxa é 10 metros/segundo e a com outra taxa é 15 m/s, os dados vindos de ambas será o mesmo até 10 m/s, e se diferenciará a partir daí. É possível encontrar uma relação matemática entre os dois retornos e calcular a velocidade real além da limitação das duas FRPs.

#### Interpretação Doppler

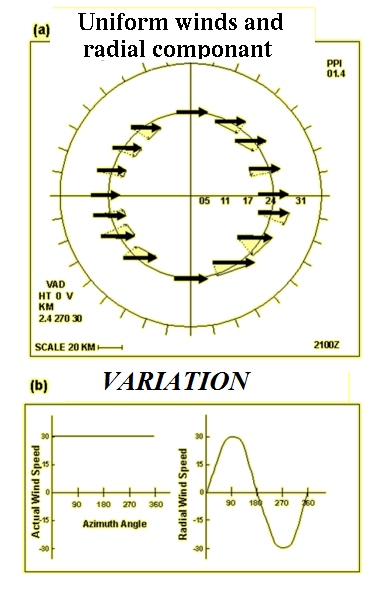
Componente radial de ventos reais ao escanear 360 graus.

Em uma tempestade uniforme se movendo para leste, o feixe da radar apontando para oeste “verá” as gotas de chuva se movendo em sua própria direção, enquanto que o feixe apontado para leste “verá” as gotas se afastando. Quando o feixe está apontado para norte ou para sul, nenhum movimento radial relativo é percebido.

##### Sinótica
Na interpretação em escala sinótica, o usuário pode extrair o vento em diferentes níveis da região de cobertura do radar. Como o feixe escaneia 360 graus ao redor do radar, dados virão de todos os ângulos e serão a projeção radial do vento verdadeiro em um ângulo individual. O padrão intensidade formado por esse scan pode ser representado por uma curva de cosseno (máxima no movimento da precipitação e zero na direção perpendicular ao movimento). Pode-se então calcular a direção e a força do movimento das partículas enquanto tiver cobertura suficiente no campo de “visão” do radar.
No entanto, as gotas de chuva estão caindo. Como o radar só observa a componente radial e possui certa elevação do chão, as velocidades radiais são contaminadas por certa fração da velocidade de queda. Tal componente é negligenciável em pequenos ângulos de elevação, mas deve ser levada em conta para ângulos maiores de escaneamento. 

##### Mesoescala
Nos dados de velocidade, pode haver zonas menores na cobertura do radar onde o  vento varia como mencionado anteriormente. Por exemplo, uma tempestade de raio é um fenômeno em mesoescala que frequentemente inclui rotações e turbulência. Esses podem apenas afetar poucos quilômetros quadrados mas são visíveis por variações na velocidade radial. Usuários podem reconhecer padrões de velocidade no vento associados com rotações, como em um mesociclone, convergência (frente de rajada) e divergência (downburst).

### Polarização

Alvejando com dupla polarização revelará a forma da gota.

Gotas d’água caindo tendem a ter um eixo maior horizontal devido ao coeficiente de resistência aerodinâmica do ar enquanto caem (gotas de água). Isso faz com que o molécula dipolo de água seja orientado naquela direção; então, feixes de radar são geralmente polarizados horizontalmente, de forma a receber o máximo de reflexão do sinal.
Se dois pulsos são enviados simultaneamente com polarização ortogonal (vertical e horizontal, ZV e ZH respectivamente), dois conjuntos de dados serão recebidos. Esses sinais podem ser comparados de várias maneiras:
- Refletividade diferencial (Zdr) – A refletividade diferencial é a razão dos retornos de potência vertical e horizontal, como  ZV/ZH. Entre outras coisas, é um bom indicador do formato da gota, e o formato da gota é uma boa estimativa do tamanho médio da gota.
- Coeficiente de Correlação (ρhv) – Uma correlação estatística entre a razão de retorno de potência horizontal e vertical. Valores altos, próximos de um, indicam tipos homogêneos de precipitação, como chuva e c=neve ou granizo, ou em casos extremos, levantamento de detritos, normalmente coincidindo com a assinatura vorticial de tornado.
- Razão de Depolarização Linear (RDL) – Essa razão do retorno de potência vertical de um pulso horizontal ou o retorno de potência horizontal de um pulso vertical. Isso pode indicar também, regiões onde há uma mistura de tipos de precipitação.
- Fase Diferencial (θdp) – A fase diferencial é uma comparação da diferença de fase retornada entre os pulsos horizontal e vertical. Essa mudança na fase é causada por uma diferença no número de ciclos de onda (ou comprimentos de onda) ao longo da propagação das ondas polarizadas horizontalmente e verticalmente. Isso não deve ser confundido com o desvio de frequência Doppler, que é causado pelo movimento da nuvem e partículas de precipitação. Ao contrário da refletividade diferencial, do coeficiente de correlação e a razão de polarização linear, que são todos dependentes da potência refletida, a fase diferencial é um efeito da propagação. É um bom estimador da razão de chuva e não é afetado pela atenuação. A derivada de intervalo da fase diferencial (fase diferencial específica, Kdp) pode ser usada para localizar áreas de forte precipitação/atenuação.

Com mais informação sobre o formato da partícula, radares de dupla polarização podem distinguir mais facilmente detritos no ar de precipitação, facilitando a identificação e localização de tornados.
Com esse novo conhecimento adicionado à refletividade, velocidade e largura de espectro produzida por um radar meteorológico Doppler, pesquisadores têm trabalhado em desenvolver algoritmos para diferenciar tipos de precipitação, alvos não meteorológicos e produzir melhores estimativas de precipitação acumulada. In the U.S., NCAR and NSSL have been world leaders in this field.
NOAA estabeleceu um desenvolvimento teste para radar de dupla polarização no NOAA National Severe Storms Laboratory(NSSL) e equipou todos os seus radares 10 cm NEXRAD com dupla polarização, que foi completo em abril de 2013. Em 2004, ARMOR Doppler Weather Radar em Huntsville, Alabama foi equipado com uma  SIGMET Antenna Mounted Receiver, dando capacidades de dupla polarização ao operador. McGill University J. S. Marshall Radar Observatory em Montreal, Canada converteu seu instrumento  (1999) e os dados são utilizados operacionalmente pelo Environment Canada em Montreal. Outro radar ambiental canadense, em King City (a norte de Toronto), foi duplamente polarizado em 2005; esse usa um comprimento de onda de 5 cm o que experimenta uma maior atenuação. “Environment Canada” está trabalhando para converter todos os seus radares em duplamente polarizados. Météo-France planeja incorporar radares Doppler de dupla polarização em sua rede de cobertura.

## Principais tipos de saídas de radar
Todos os dados das varreduras de radar são exibidos de acordo com a necessidade dos usuários. Diferentes produtos foram desenvolvidos ao longo do tempo para possibilitar tal fato. Aqui está uma lista de produtos comuns e especializados que estão disponíveis.

### Indicador de posição do radar

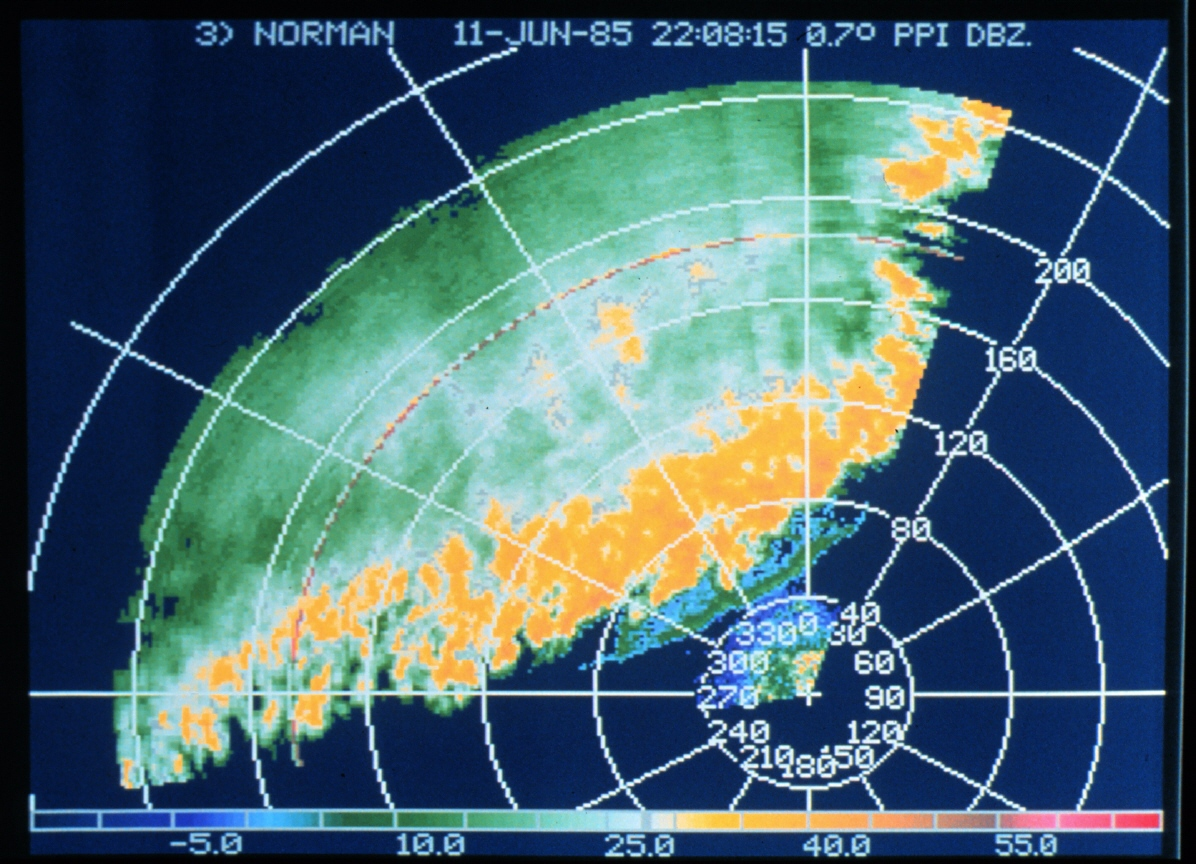
Refletividade(dBZ) associada a Linha de instabilidade vista no PPI.

Uma vez que os dados são obtidos um ângulo por vez, a primeira maneira de exibi-los foi o Indicador de Posição do Plano (PPI), que é apenas o layout do radar dado em uma imagem bidimensional. É preciso lembrar que os dados provenientes de diferentes distâncias do radar estão em diferentes alturas acima do solo.
Isto é muito importante, uma vez que uma alta taxa de chuva vista perto do radar é relativamente próxima do que chega ao solo, mas o que se vê a partir de 160 km de distância é de cerca de 1,5 km acima do solo e pode ser bem diferente da quantidade que atinge a superfície. Por isso, é difícil comparar ecos a diferentes distâncias do radar.
Os PPIs são contaminados com ecos próximos ao solo o que gera um problema suplementar. Estes podem ser mal interpretados como ecos reais. Assim, outros produtos e outros tratamentos de dados foram desenvolvidos para complementar essas falhas.
Utilização: Refletividade, Doppler e dados polarimétricos podem usar PPI.
No caso dos dados Doppler, são possíveis dois referenciais: em relação à superfície ou à tempestade. Ao olhar o deslocamento geral da chuva para extrair o vento em diferentes altitudes, é melhor usar dados tendo o radar como referencial. Mas quando se procura a rotação ou o cisalhamento do vento sob uma tempestade, é melhor usar as imagens tendo a tempestade como referencial que subtraem o deslocamento geral da precipitação deixando o usuário enxergar o movimento do ar como se ele estivesse sentado na nuvem.

### Indicador de posição do plano de altitude constante

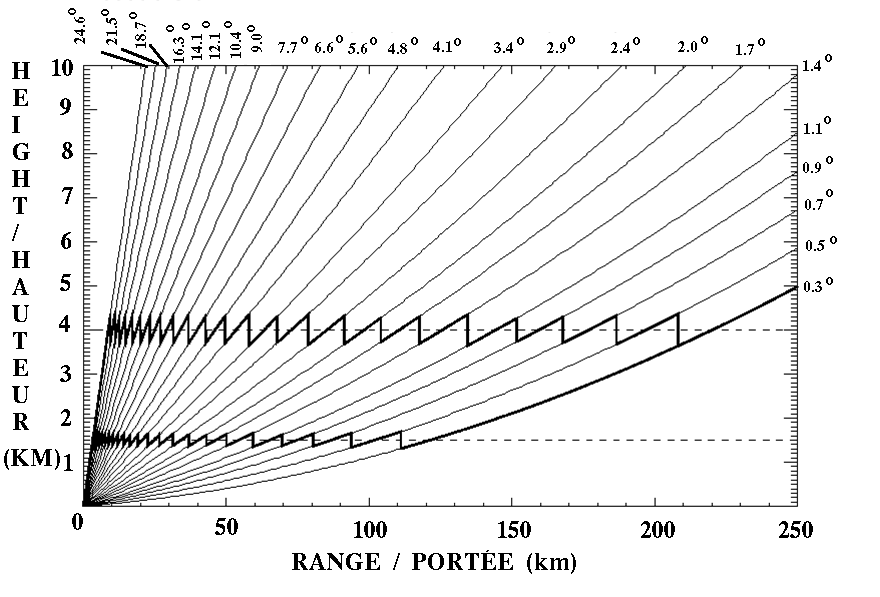
Ângulos tipicamente usados no Canadá. Os 'zigzags' representam os ângulos utilizados para elaborar as CAPPIs nas altitudes de 1,5 Km e 4 Km.

Para evitar alguns dos problemas nos PPIs, o indicador de posição do plano de altitude constante (CAPPI) foi desenvolvido por pesquisadores canadenses. É basicamente uma seção transversal horizontal através de dados de radar. Desta forma, pode-se comparar a precipitação em  diferentes distâncias do radar e evitar ecos na superfície. Embora os dados registrados pelo radar sejam dados a uma determinada altura acima do solo, pode-se inferir uma relação entre dados reportados por estações terrestres e os dados do radar.
CAPPIs exigem um grande número de ângulos próximos na horizontal e próximos da vertical do radar para ter um corte o mais perto possível de toda distância até a altura necessária. Mesmo assim, após uma certa distância, não há nenhum ângulo disponível e o CAPPI se torna o PPI do ângulo mais baixo. A linha de ziguezague no diagrama de ângulos acima mostra os dados usados para produzir CAPPIs de 1,5 km e 4 km de altura. Observe que a seção após 120 km está usando os mesmos dados.

### Utilização
Uma vez que o CAPPI usa o ângulo mais próximo da altura desejada em cada ponto do radar, os dados podem originar-se de altitudes ligeiramente diferentes, como visto na imagem, em diferentes pontos da cobertura do radar. Por conseguinte, é crucial ter um número suficientemente grande de ângulos para minimizar esta variação de altura. Além disso, o tipo de dados deve estar mudando de forma relativamente gradual com a altura para produzir uma imagem que não é ruidosa.
Os dados de refletividade são relativamente suaves com a altura e CAPPIs são usados principalmente para exibi-los. Os dados de velocidade, por outro lado, podem mudar rapidamente de direção com altura e CAPPIs não são comumente utilizados. Apenas a Universidade McGill está produzindo regularmente CAPPIs Doppler com os 24 ângulos disponíveis em seus radares. No entanto, alguns pesquisadores publicaram artigos usando CAPPIs de velocidade para estudar ciclones tropicais e seu desenvolvimento com produtos NEXRAD. Finalmente, os dados polarimétricos são recentes e, muitas vezes, ruidosos. Não parece haver um uso regular da CAPPI para eles, embora a empresa SIGMET ofereça um software capaz de produzir esses tipos de imagens.

#### Exemplos em tempo real
• McGill University
• Environment Canada

### Composto vertical

PPI base versus composição.

Outra solução para os problemas do PPI é produzir imagens da refletividade máxima em uma camada acima do solo. Essa solução geralmente é tomada quando o número de ângulos disponíveis é pequeno ou variável. O American National Weather Service está usando essa composição já que seu esquema de varredura pode variar de 4 a 14 ângulos, de acordo com sua necessidade, o que faria CAPPIs muito grosseiros. O Composto garante que nenhum eco forte é perdido na camada e um tratamento usando velocidades Doppler elimina os ecos na superfície. Comparando produtos base e compostos, pode-se localizar zonas de virga e de barreiras ascendentes.
Exemplos em tempo real: NWS Burlington radar, one can compare the BASE and COMPOSITE products

### Acumulados

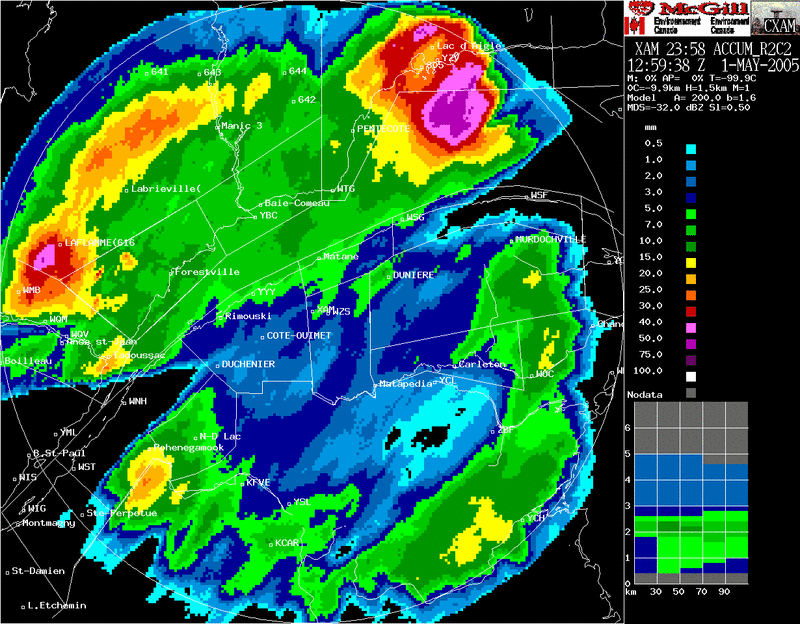
Acumulado de precipitação em 24 horas no radar de Val d'Irène (leste do Canadá). Observe as zonas sem dados de refletividade a leste e a Sudoeste causadas pelo bloqueio do feixe de radar por montanhas.

Outro uso importante dos dados do radar é a capacidade de avaliar a quantidade de precipitação que caiu em grandes bacias, para serem usadas em cálculos hidrológicos. Esses dados são úteis no controle de inundações, gerenciamento de esgoto e construção de barragens. Os dados computados pelo radar meteorológico podem ser usados em conjunto com dados de estações terrestres.
Para produzir acumulados com o radar, temos que estimar a taxa de chuva em um ponto pelo valor médio sobre esse ponto entre um PPI ou CAPPI e o próximo e, então, multiplicar pelo tempo entre essas imagens. Para períodos de tempo maiores, é necessário somar todo o acumulado de imagens durante o período desejado.

### Echotops
A aviação é um grande usuário dos dados de radar. Um mapa particularmente importante neste campo é o Echotops para planejamento de voo e assim, evitar regiões com tempo severo. A maioria dos radares meteorológicos dos EUA estão examinando ângulos suficientes para ter um conjunto de dados 3D sobre a área de cobertura. É relativamente fácil estimar a altitude máxima em que a precipitação é encontrada dentro do volume. No entanto, esses dados não representam o topo das nuvens, já que estes sempre se estendem acima da precipitação.

### Seções Transversais na Vertical
Para conhecer a estrutura vertical das nuvens, em particular tempestades severas ou o nível da camada de fusão, um produto chamado seção transversal vertical dos dados do radar é utilizado. Ele é feito exibindo apenas os dados ao longo de uma linha, de coordenadas A até B, tiradas dos diferentes ângulos de varredura.

### Range Height Indicator
Quando um radar meteorológico está escaneando apenas na direção vertical, ele obtém dados de alta resolução ao longo de um corte vertical da atmosfera. A saída desta varredura é chamada de Range Height Indicator (RHI), que é excelente para visualizar a estrutura vertical detalhada de uma tempestade. Isso é diferente da seção transversal na vertical mencionada acima pelo fato de que o radar está fazendo um corte vertical ao longo de direções específicas e não escaneia em 360 graus ao redor do local. Esse tipo de produto está disponível apenas em radares de pesquisa.

### Redes de radar

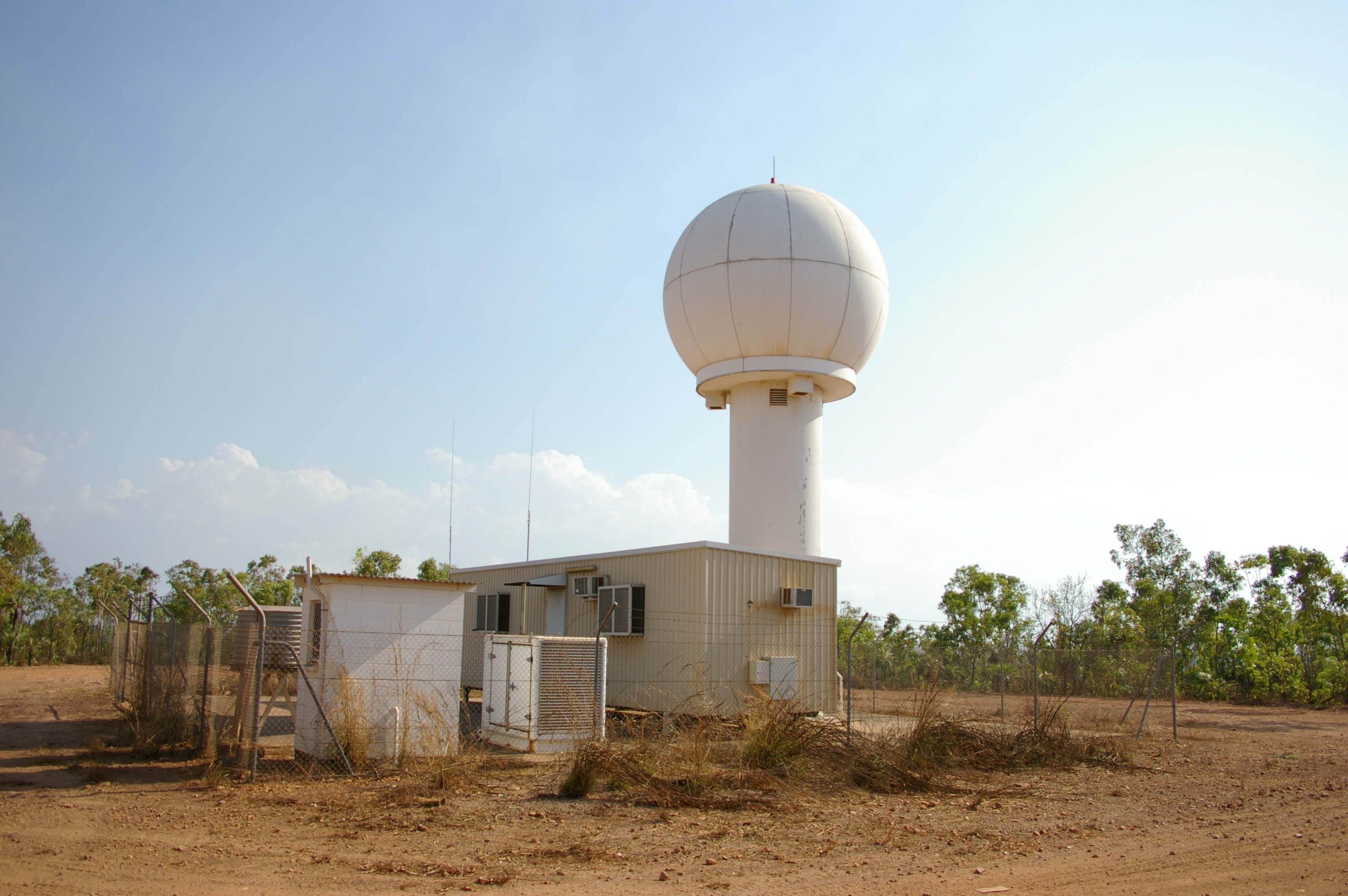
Radar Berrimah em Darwin, território Norte da Austrália.

Ao longo das últimas décadas, as redes de radar foram estendidas permitindo a produção de visões compostas cobrindo grandes áreas. Por exemplo, muitos países, incluindo os Estados Unidos, o Canadá e grande parte da Europa, produzem imagens que incluem todos os seus radares. Esta não é uma tarefa trivial.
De fato, essa rede pode consistir em diferentes tipos de radar com características diferentes, como largura do feixe, comprimento de onda e calibração. Essas diferenças devem ser levadas em consideração ao combinar dados em toda a rede, em particular para decidir quais dados usar quando dois radares cobrem o mesmo ponto. Se alguém usa o eco mais forte, mas vem do radar mais distante, os retornos que são de maior altitude proveniente de chuva ou neve podem evaporar antes de chegar ao chão (virga). Se alguém usa dados do radar mais próximo, pode haver atenuação passando por uma tempestade. As imagens compostas de precipitação usando uma rede de radares são feitas com todas essas limitações em mente.

### Algoritmos automáticos

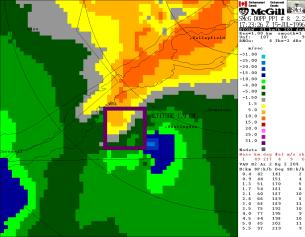
O quadrado nesta imagem Doppler foi posicionado automaticamente pelo software do radar para ressaltar o posicionamento de um mesociclone. Observe o par de entrada/saída (azul/amarelo) com a linha de velocidade zero (cinza) paralela a radial do radar. Vale ressaltar que a mudança na direção do vento ocorre em menos de 10 km.

Para ajudar os meteorologistas a detectar regiões de tempo severo, algoritmos matemáticos foram introduzidos nos programas de tratamento de dado dos radares meteorológico. Estes são particularmente importantes na análise dos dados de velocidade Doppler, já que são mais complexos. Os dados de polarização ainda precisarão de mais algoritmos.
Principais algoritmos para Refletividade: 
- Líquido Verticalmente Integrado (VIL) é uma estimativa da massa total de precipitação nas nuvens.

- Densidade VIL é o VIL dividido pela altura do topo da nuvem. É uma pista para a possibilidade de granizo nas tempestades.

- Potencial de rajadas de vento, estima o vento sob uma nuvem (subsidência) usando o VIL e a altura dos echotops (estimativa do topo da nuvem dada pelo radar) para uma determinada célula de tempestade.

- Algoritmos de granizo que estimam a presença de granizo e seu tamanho provável.

Principais algoritmos para velocidades Doppler:
- Detecção de mesociclones: é desencadeada por uma mudança de velocidade em uma pequena área circular. O algoritmo estará procurando um par de velocidades de entrada/saída com a linha zero de velocidade, entre os dois, ao longo de uma linha radial do radar. Normalmente, a detecção do mesociclone deve ser encontrada em duas ou mais inclinações progressivas empilhadas do feixe para ser significativa na rotação de uma nuvem de tempestade.
- TVS ou Algoritmo de Assinatura de Vortex de Tornado é essencialmente um algoritmo que detecta um mesociclone com grande limiar de velocidade encontrado através de muitos ângulos de varredura. Este algoritmo é usado no NEXRAD para indicar a possibilidade de uma formação de tornado.
- Cisalhamento de vento em níveis baixos. Este algoritmo detecta a variação das velocidades do vento de um ponto para outro nos dados e procura um par de velocidades de entrada/saída com a linha zero perpendicular ao feixe do radar. O cisalhamento do vento está associado a subsidência, (downburst e microburst), frentes de rajada e turbulência sob tempestades.
- Perfilador de Vento VAD (VWP) é um display que estima a direção e a velocidade do vento horizontal em vários níveis superiores da atmosfera, usando a técnica explicada na seção Doppler.

Loop de reflexividade PPI (em dBZ) mostrando a evolução de um furacão.

### Animações
A animação de produtos de radar pode mostrar a evolução dos padrões de refletividade e velocidade. O usuário pode extrair informações sobre a dinâmica dos fenômenos meteorológicos, incluindo a capacidade de extrapolar o deslocamento e observar o desenvolvimento ou a dissipação. Isso também pode revelar artefatos não meteorológicos (falsos ecos) que serão discutidos mais tarde.

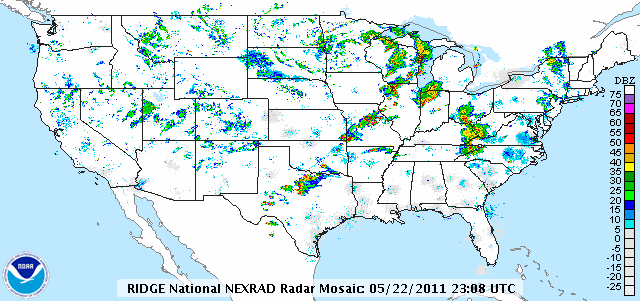
Mapa com a função RIDGE mostrando o tornado Joplin em 2011.

#### Display Integrado do Radar com Elementos Geoespaciais
Uma nova apresentação popular dos dados de radar meteorológico nos Estados Unidos é através do Display Integrado do Radar com Elementos Geoespaciais (RIDGE), no qual os dados do radar são projetados em um mapa com elementos geoespaciais, como mapas topográficos, rodovias, limites do estado/condado e avisos meteorológicos. A projeção geralmente é flexível, dando ao usuário uma escolha de vários elementos geográficos. É frequentemente usado em conjunto com animações de dados de radar ao longo de um período de tempo.

## Soluções para hoje e para o futuro

### Filtragem

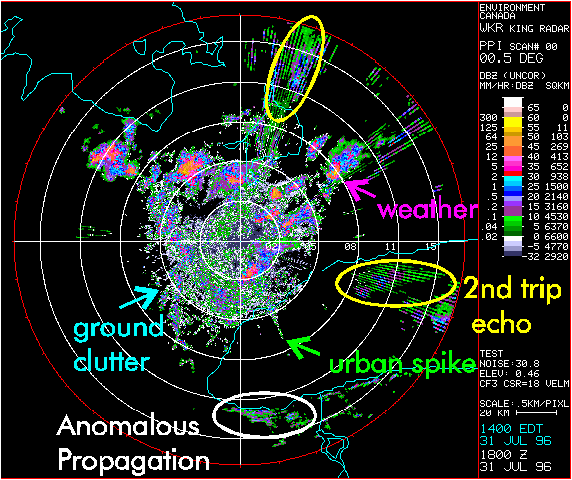
Imagem de refletividade do radar com muitos ruídos não meteorológicos.

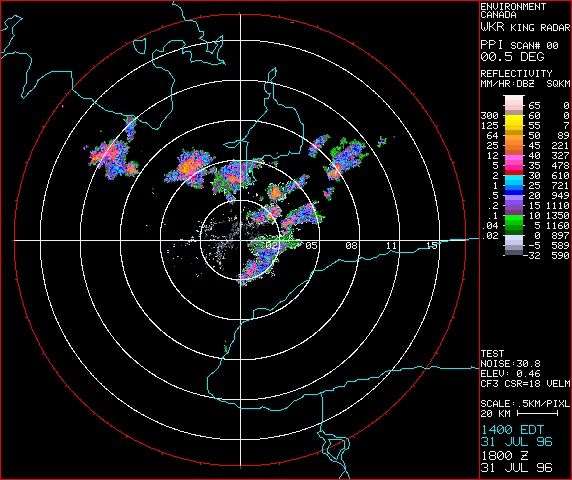
A mesma imagem, mas limpa usando as velocidades Doppler.

Estas duas imagens mostram o que pode ser alcançado para a limpeza dos dados do radar. A saída à esquerda é feita com os retornos brutos e é difícil detectar o tempo real. Como as nuvens de chuva e neve geralmente se movem, pode-se usar as velocidades doppler para eliminar uma boa parte da desordem (ecos do terreno, reflexões de edifícios vistos como picos urbanos, propagação anômala). A imagem à direita foi filtrada usando esta propriedade.
No entanto, nem todos os alvos não meteorológicos permanecem imóveis (aves, insetos, poeiras). Outros, como a banda brilhante, dependem da estrutura da precipitação. A polarização oferece uma digitação direta dos ecos que podem ser usados para filtrar mais dados falsos ou produzir imagens separadas para fins especializados. Este desenvolvimento recente deverá melhorar a qualidade dos produtos de radar.

### Centros de Mesoescala

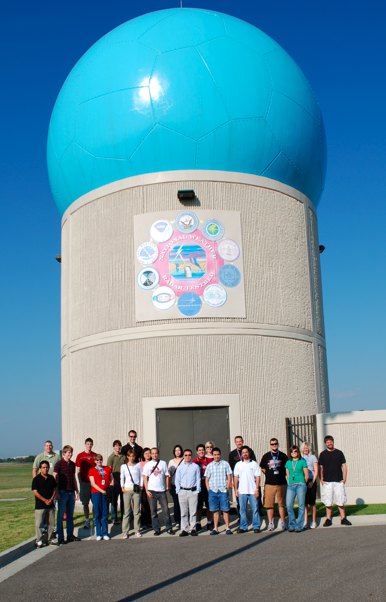
Radar meteorológico em Norman, Oklahoma.

Outra questão é a resolução. Como mencionado anteriormente, os dados do radar são uma média do volume escaneado pelo feixe. A resolução pode ser melhorada por antenas maiores ou redes mais densas. Um programa do Centro de pesquisa de engenharia para sensoriamento colaborativo da atmosfera  (Engineering Research Center for Collaborative Adaptive Sensing of the Atmosphere - CASA) visa complementar as informações obtidas pela NEXRAD (rede de radares dos EUA) usando muitos radares meteorológicos de baixo custo (3 cm) montados em torres de telefonia celular. Esses radares subdividirão a grande área do NEXRAD em domínios menores para observar as altitudes abaixo do menor ângulo. Estes fornecerão detalhes não disponíveis atualmente. Usando radares de 3 cm, a antena de cada radar é pequena (cerca de 1 metro de diâmetro), mas a resolução é similar a curta distância da NEXRAD. A atenuação é significativa devido ao comprimento de onda usado, mas cada ponto na área de cobertura é visto por muitos radares, cada visualização de uma direção diferente e compensando dados perdidos de outros.

### Estratégias de digitalização
O número de elevação digitalizada e o tempo necessário para um ciclo completo dependem da situação climática. Por exemplo, com pouca ou nenhuma precipitação, o esquema pode limitar os ângulos mais baixos e usar impulsos mais longos para detectar o deslocamento do vento perto da superfície. Por outro lado, em situações violentas de trovação, é melhor escanear um grande número de ângulos para ter uma visão de 3 dimensões das precipitações com a maior freqüência possível. Para mitigar essas diferentes demandas, as estratégias de digitalização foram desenvolvidas de acordo com o tipo de radar, o comprimento de onda utilizado e as situações meteorológicas mais comuns na área considerada. Um exemplo de estratégias de digitalização é dado pela rede de radar NEXRAD dos EUA que evoluiu com o tempo. Por exemplo, em 2008, adicionou resolução adicional de dados, e em 2014, varredura intra-ciclo adicional da elevação do nível mais baixo (MESO-SAILS).

### Sondagem eletrônica
A pontualidade também é um ponto que precisa ser melhorado. Com 5 a 10 minutos de tempo entre varreduras completas de radar meteorológico, muitos dados são perdidos à medida que a tempestade se desenvolve. Um radar em série está sendo testado no Laboratório Nacional de Tempestades Severas em Norman, Oklahoma, para acelerar a coleta de dados.

## Aplicações especializadas

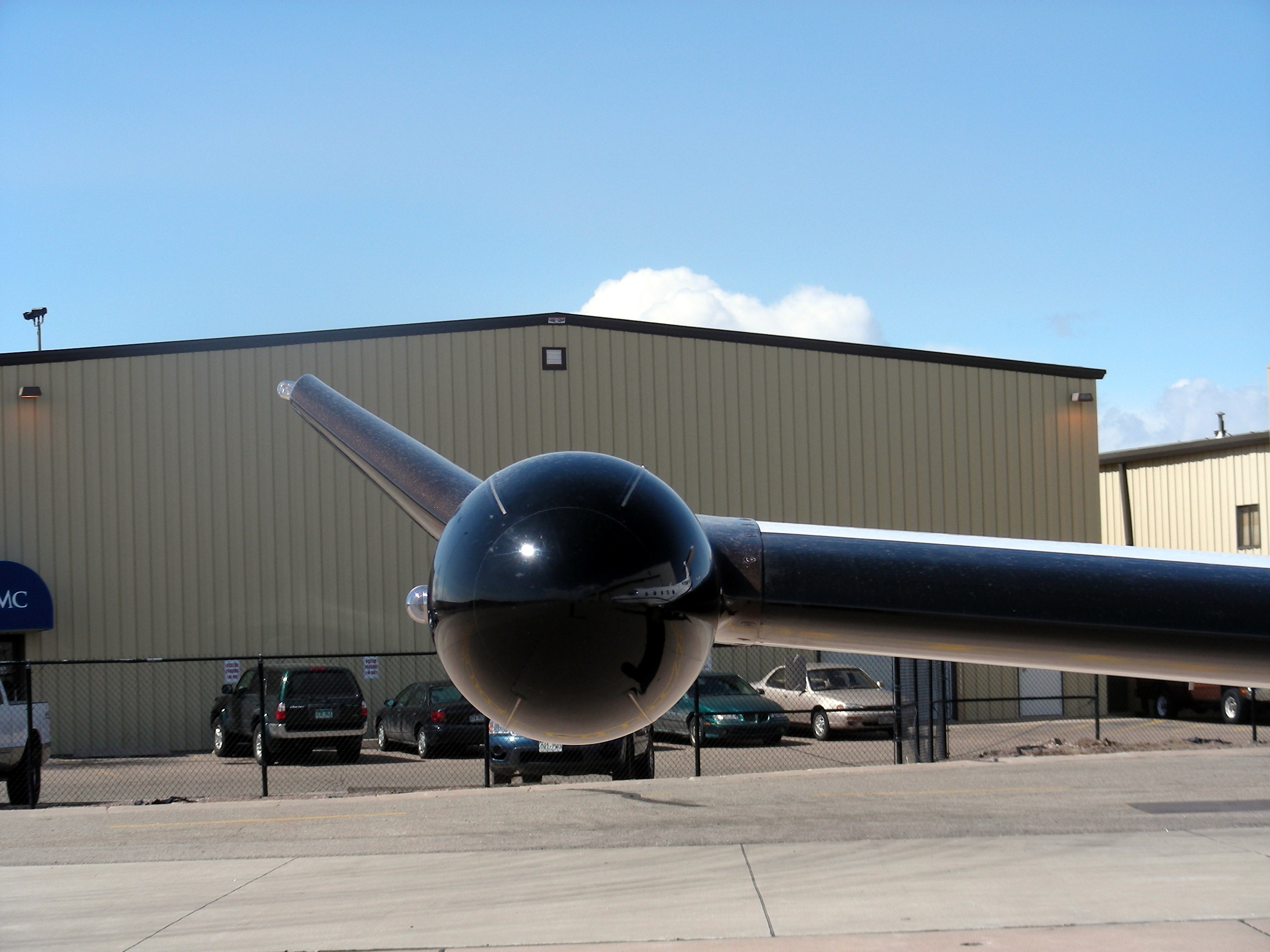
Radar meteorológico na asa de um Pilatus PC-12.

### Radares meteorológicos em aviões
As aplicações de sistemas de radar em aeronaves incluem radares meteorológicos, sistemas que evitam colisões, rastreamento do alvo, proximidade com o solo entre outros exemplos. Para radares meteorológicos comerciais, o ARINC 708 é a principal especificação para sistemas de radar meteorológico e utiliza um pulso Doppler transportado pelo ar. 

### Antenas
Diferente dos radares de solo, que são configurados em um ângulo fixo, o radar de pulso Doppler é utilizado no nariz ou nas asas de uma aeronave. Não somente o avião se move para cima, baixo, direita e esquerda como gira também.  Para compensar esses movimentos, a antena é ligada e calibrada a um giroscópio vertical localizado na aeronave. Fazendo isso, o piloto é capaz de definir um campo ou ângulo para a antena que permitirá que o estabilizador mantenha a antena apontada na direção certa em caso de manobras mais agressivas. Os pequenos servomotores não serão capazes de acompanhar as manobras abruptas, mas tentarão. Ao fazer isso, o piloto é capaz de ajustar o radar para que ele aponte para o sistema meteorológico de interesse. Se o avião estiver em uma altitude baixa, o piloto deve ajustar o radar acima da linha do horizonte, de modo que os ruídos associados ao solo sejam minimizados no visor. Se o avião estiver em uma altitude muito alta, o piloto deve configurar o radar em um ângulo baixo ou negativo, para apontar o radar para as nuvens onde quer que estejam em relação à aeronave. Se o avião mudar de atitude, o estabilizador irá ajustar-se em conformidade para que o piloto não precise voar com uma mão e ajustar o radar com o outro.

### Receptores e transmissores
Existem dois sistemas principais quando falamos do receptor / transmissor: o primeiro é de sistemas de alta potência e o segundo é de sistemas de baixa potência; Ambos operam na faixa de frequência da banda X (8 000 - 12 500 MHz). Os sistemas de alta potência operam a 10 000 - 60 000 watts e consistem em magnétrons que são bastante caros (aproximadamente US$ 1 700) além de permitirem um ruído considerável devido a irregularidades no sistema. Esses sistemas são altamente perigosos, pois podem causar um tipo de explosão elétrica e não são seguros para serem usados próximos ao pessoal de apoio em solo. Entretanto, a alternativa seria os sistemas de baixa potência. Esses sistemas operam de 100 a 200 watts e requerem uma combinação de receptores de alto ganho, microprocessadores de sinal e transistores para operar de maneira tão eficaz quanto os sistemas de alta potência. Esses complexos microprocessadores ajudam a eliminar o ruído, proporcionando uma descrição mais precisa e detalhada do céu. Além disso, uma vez que há menos irregularidades em todo o sistema, os radares de baixa potência podem ser usados para detectar a turbulência através do efeito Doppler. Uma vez que os sistemas de baixa potência funcionam com uma potência consideravelmente menor, os riscos associados a explosões elétricas são menores e esse sistema pode ser usados praticamente o tempo todo.

### Rastreamento de tempestades severas[27]

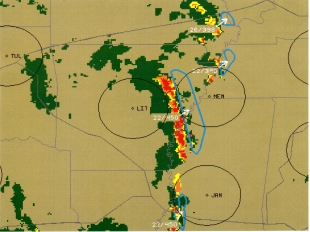
Nowcast de uma linha de instabilidade com o sistema AutoNowcaster.

Os sistemas de radar digital agora possuem capacidades muito superiores às de seus predecessores. Os sistemas digitais agora oferecem vigilância de rastreamento de tempestade. Isso fornece aos usuários a capacidade de adquirir informações detalhadas de cada nuvem de tempestade sendo rastreada. As tempestades são identificadas pela primeira vez, combinando os dados brutos de precipitação recebidos do pulso do radar para algum tipo de modelo pré-programado no sistema. Para que uma tempestade seja identificada, ela deve atender a definições rigorosas de intensidade e forma que a separam de qualquer nuvem não convectiva. Geralmente, deve mostrar sinais de organização na horizontal e continuidade na vertical: um núcleo ou um centro mais intenso a ser identificado e rastreado pelos sistemas digitais de rastreamento do radar.  Uma vez que a célula da tempestade é identificada, a velocidade, cobertura, direção e tempo estimado de chegada (ETA) são todos rastreados e registrados para serem utilizados mais tarde.

### Radar Doppler e migração de pássaros
A utilização do radar meteorológico Doppler não é limitada a determinação de localização e velocidade de deslocamento da precipitação. O radar também pode ser utilizado para o rastreamento da migração de pássaros como visto na seção de alvos não meteorológicos. As ondas de radio emitidas pelo radar se comportam da mesma forma para chuva e pássaros (e atém mesmo insetos como borboletas). O Serviço Meteorológico Nacional dos EUA, por exemplo, informou que os voos de pássaros aparecem em seus radares como nuvens e depois desaparecem quando os pássaros pousam. O Serviço Meteorológico Nacional dos EUA, St. Louis, até mesmo informou que as borboletas monarcas aparecem em seus radares.
Diferentes programas na América do Norte usam radares meteorológicos regulares e dados de radar especializados para determinar os caminhos, a altura do voo e o calendário das migrações. Esta é uma informação útil no planejamento para colocação e operação de fazendas de moinhos de vento, para reduzir mortes de pássaros, segurança da aviação e outros gerenciamentos de vida selvagem. Na Europa, tem havido desenvolvimentos semelhantes e até mesmo um programa detalhado de previsão para a segurança da aviação, com base na detecção de radar.  

### Detecção de queda de meteoritos

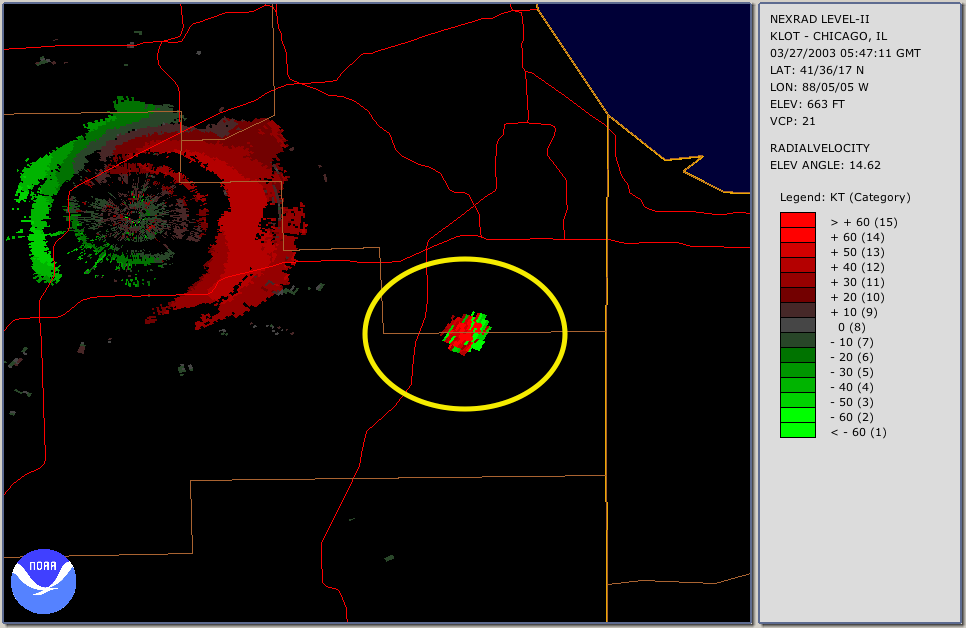
Imagem de radar NOAA NEXRAD da queda de um meteorito no Park Forest, IL, em 26 de Março de 2003.

De acordo com a Sociedade Americana de estudo de meteoritos, as quedas de meteoritos ocorrem diariamente em algum lugar da Terra. No entanto, o banco de dados de quedas mundiais de meteoritos mantidas pela Sociedade de estudo de meteoros normalmente registra apenas cerca de 10-15 novas quedas de meteoritos anualmente.
O meteorito ocorre quando um meteoroide cai na atmosfera terrestre, gerando um meteoro oticamente brilhante por ionização e aquecimento por fricção. Se o meteoroide for grande o suficiente e a velocidade total for baixa o suficiente, os meteoritos sobreviventes alcançarão o solo. Quando os meteoritos que caem desaceleram abaixo de cerca de 2-4 km / s, geralmente a uma altitude entre 15 e 25 km, eles não geram mais um meteoro oticamente brilhante e entram em "voo escuro". Devido a isso, a maioria das quedas de meteoritos que ocorrem nos oceanos, durante o dia, ou de outra forma passam despercebidas.
É no voo escuro que os meteoritos que caem normalmente são registrados nos volumes de interação da maioria dos tipos de radares. Foi demonstrado que é possível identificar meteoritos em queda em imagens de radar meteorológico por diferentes estudos. Isto é especialmente útil para a recuperação de meteoritos, uma vez que o radar meteorológico faz parte de redes difundidas e digitaliza a atmosfera de forma contínua. Além disso, os meteoritos causam uma perturbação dos ventos locais pela turbulência, que é notável nas saídas Doppler, e estão caindo quase verticalmente, de modo que seu lugar de repouso no chão está próximo da assinatura do radar.
Um exemplo é mostrado na imagem à direita, mostrando a queda de meteoritos no Park Forest, IL que ocorreu em 26 de março de 2003. As características vermelho/verde no canto superior esquerdo são o deslocamento de nuvens perto do próprio radar e uma assinatura de meteoritos em queda é vista dentro da elipse amarela no centro da imagem. Os pixels vermelhos e verdes entrelaçados indicam turbulência, neste caso decorrente da queda de meteoritos de alta velocidade.